# 中国人民解放军陆军政治工作部
中国人民解放军陆军政治工作部，位于北京市，是中国人民解放军陆军机关职能部门，负责中国人民解放军陆军政治工作。

## 沿革
2015年12月，在深化国防和军队改革中，组建中国人民解放军陆军领导机构。中国人民解放军陆军设中国人民解放军陆军政治工作部。首任主任为张书国。

## 机构设置
- 组织局[3]
- 干部局[3]
- 兵员和文职人员局[4]
- 宣传局[5]
- 群工联络局[6]

……
直属单位
- 陆军政治工作部宣传文化中心[7]

……

## 历任领导
中国人民解放军陆军政治工作部主任
1. 张书国 中将（2016年—2017年1月）[8][2]
2. 刘家国 少将（2017年1月—2017年8月）[9]
3. 秦树桐 少将（2018年7月—2022年1月）[10]
4. 赵雷 中将（2022年1月—）[11]

中国人民解放军陆军政治工作部副主任
- 党增龙 少将（2016年—）[8]
- 王仁华 少将（2016年—）[8]
- 张仁锋 少将（2016年—）[8]
- 江前明 少将（2017年—）